# 訶具都智神社 (富津市豊岡)
訶具都智神社（かぐつちじんじゃ）は、千葉県富津市豊岡にある神社である。

## 祭神
- 火産霊神

## 所在地
千葉県富津市豊岡2583（富津市民の森）

## その他
- 標高283mの愛宕山（豊岡愛宕山）の山頂近くに鎮座。周辺は、富津市民の森となっている。